# Rare Replay
Rare Replay es una recopilación de 30 videojuegos que conmemora los 30 años de historia del estudio Rare y su predecesor Ultimate Play The Game. Los juegos emulados abarcan múltiples géneros y consolas, desde ZX Spectrum hasta Xbox 360, y conservan las características y los errores de sus lanzamientos originales con ediciones mínimas. La compilación agrega trucos para facilitar los juegos más antiguos. El progreso del jugador es recompensado con imágenes detrás de escena y entrevistas sobre los juegos más importantes e inéditos de Rare.
La compilación fue una de varias ideas que Rare consideró para celebrar su 30 aniversario. Inspirada por los fanáticos, las próximas características de compatibilidad con versiones anteriores de Xbox One y el deseo de vincular el pasado y el futuro de Rare, la compañía seleccionó 120 juegos para elegir los títulos que mejor representaran su obra. Priorizó los juegos con personajes y entornos originales de la empresa. Rare incorporó cuatro emuladores de hardware en el paquete y trabajó con su empresa matriz, Microsoft, para utilizar su emulación Xbox 360, que no se había anunciado. Rare Replay fue lanzado en todo el mundo como exclusivo de Xbox One el 4 de agosto de 2015.
Los comentarios fueron en general buenos. Los críticos apreciaron el contenido y el diseño del paquete y calificaron el lanzamiento como un nuevo pináculo para los lanzamientos de compilación, pero criticaron problemas técnicos en la emulación de Xbox 360 y la instalación del juego. Varios de estos errores fueron corregidos en posteriores actualizaciones. Entre sus juegos, los revisores preferían los clásicos de Nintendo 64 de Rare, especialmente Blast Corps, y no les gustaba Perfect Dark Zero, Grabbed by the Ghoulies y los juegos de ZX Spectrum. Los críticos consideraron el contenido del juego de archivo y las entrevistas con los desarrolladores como una de las mejores características de la compilación, pero se molestaron al ver el contenido oculto detrás de los desafíos del juego que llevan mucho tiempo. Rare Replay se convirtió en el primer éxito de ventas de Rare en todos los formatos en Reino Unido desde Banjo-Kazooie en 1998.

## Gameplay
Rare Replay es una compilación de 30 juegos desarrollados por Rare y su predecesor, Ultimate Play the Game, a lo largo de sus 30 años de historia en plataformas desde 1983 con el ZX Spectrum hasta 2008 con Banjo-Kazooie: Nuts & Bolts en Xbox 360. Los 30 juegos abarcan múltiples géneros, incluyendo peleas, juegos de disparos en primera persona, simulación, plataformas en 3D, carreras y esquí. Cada juego tiene una página de inicio con una variación en su tema musical. Si bien la jugabilidad principal sigue sin editar, Rare agregó características adicionales a las versiones anteriores. El jugador puede alternar la apariencia visual de las líneas de exploración y "rebobinar" hasta diez segundos de juego en juegos anteriores a Nintendo 64. Los juegos más antiguos se pueden guardar a voluntad y guardar automáticamente el progreso a la salida del jugador. Rare también agregó una configuración de trucos de vidas infinitas para algunos juegos más antiguos y solucionó un error que rompía el juego en Battletoads.
La emulación ZX Spectrum conserva las idiosincrasias técnicas del hardware original. Por ejemplo, sus gráficos fluctúan en la velocidad de representación dependiendo de la cantidad de elementos que la computadora tiene que procesar en la pantalla. La emulación de Nintendo 64 mejora la representación del polígono y la velocidad de fotogramas de los juegos. Los nueve lanzamientos de Xbox 360 se instalan directamente en el tablero de Xbox One por separado de la compilación Rare Replay y requieren activación en línea antes de poder jugarlos sin conexión. Los juegos de Xbox 360 comparten el juego guardado por el jugador y el progreso del logro entre las consolas a través de Xbox Live. Rare Replay utiliza los ports anteriores de Xbox 360 de Banjo-Kazooie, Banjo-Tooie y Perfect Dark en lugar de emular sus originales. Sin embargo, Rare eligió emular los juegos originales de Nintendo 64 Killer Instinct Gold, Blast Corps y Jet Force Gemini, de igual manera se optó por incluir la emulación de Conker's Bad Fur Day en lugar de usar la versión de 2005 de Xbox. Grabbed by the Ghoulies se ejecuta de forma nativa en Xbox One, ya que es un port que mejora su resolución de pantalla y velocidad de fotogramas. Rare Replay incluye los modos multijugador local y en línea, modos de los juegos originales e incluye sus principales complementos de contenido descargable. Varios títulos clásicos de la empresa como la trilogía de Donkey Kong Country (al igual que el spin-off Donkey Kong 64), Diddy Kong Racing, GoldenEye 007, Mickey's Speedway USA y Star Fox Adventures no se incluyeron por temas de licencias al ser propiedades de compañías externas a Rare y Microsoft.
Una sección de características adicionales, "Rare Revealed", contiene más de una hora de escenas detrás de escena que se centran en los juegos más importantes e inéditos de Rare. El jugador completa desafíos en el juego para recoger sellos, lo que aumenta el rango del jugador y desbloquea las características de bonificación; para recoger todos los sellos, el jugador tiene que terminar cada juego e Instantánea. La compilación automáticamente otorga sellos para el progreso previo en los juegos de Xbox 360 del paquete. Los empleados actuales y anteriores de Rare, como Grant Kirkhope , aparecen en los clips documentales, aunque los fundadores del estudio Tim y Chris Stamper no aparecen. "Rare Revealed" revela imágenes de juego de varios juegos inéditos: por ejemplo, en el juego de aventuras de mundo abierto Black Widow, el jugador controla un robot con forma de araña equipado con misiles. Se esperaba que la araña se reciclara en Kameo 2, una secuela inédita de Kameo: Elements of Power que fue diseñada con un tono más oscuro que el original. Rare también trabajó en The Fast and the Furriest, un sucesor espiritual de Diddy Kong Racing con personalización de vehículos y alteraciones de pista. Las otras propiedades intelectuales planificadas de la compañía incluyeron el prototipo del juego de supervivencia Sundown. Otros videos de "Rare Revealed" incluyen pistas sin usar como la música y curiosidades detrás de algunos de diseño de juegos decisiones tales como Blast Corps, diseño de personajes, el destino de Banjo-Kazooie Stop 'n' Swop cuenta y las anulaciones de audio integradas en Killer Instinct. Las características adicionales "Rare Revealed" no presentes en Rare Replay se han lanzado desde el lanzamiento del juego a través del canal oficial de YouTube de la compañía.

## Desarrollo
Rare comenzó a trabajar en Rare Replay en octubre de 2014 como una celebración del 30 aniversario con el nombre en clave "Pearl", que lleva el nombre del tema tradicional de los regalos del 30 aniversario. Rare también fue influenciado por las solicitudes de la comunidad para llevar sus clásicos a Xbox One, y por el progreso del equipo de compatibilidad con versiones anteriores de Microsoft en la función. La compilación fue una de varias ideas de celebración, pero una vez que se eligió, el tema "30 años" llevó al límite de 30 juegos y precio de $ 30 dólares. En las primeras etapas de planificación, el estudio inicialmente se decidió por el título provisional Rare: Ultimate Collection, un guiño a su predecesor, Ultimate Play the Game. Como reflejo del carácter de la compañía y el tema de celebración, Rare eligió un estilo de arte de papercraft y un escenario teatral para la compilación. El estilo de arte elegido y el uso de obras de arte en 2D también permitieron al equipo de desarrollo crear e implementar más rápidamente nuevos activos dentro del marco de tiempo de desarrollo limitado. Rare Replay se convirtió en parte del plan de Rare para celebrar simultáneamente su pasado e introducir su futuro con un rediseño de logotipo, un nuevo sitio web y el anuncio de su próximo juego, Sea of Thieves.
Para seleccionar los 30 juegos finales, Rare clasificó 120 juegos en su catálogo. Calificaron cada título por aptitud y priorizaron aquellos que presentaban personajes y entornos originales de la compañía, eligiendo excluir aquellos basados en propiedades intelectuales con licencia. En segundo lugar, Rare consideró si las licencias estaban disponibles y si un título seguía siendo divertido y jugable según los estándares modernos. Querían una muestra amplia y representativa de "juegos populares que golpearían ese ritmo nostálgico que a todos les gusta". Decidir qué versiones de algunos de sus títulos más populares incluir también se convirtió en un tema de debate entre el equipo. Rare decidió incluir los relanzamientos de Xbox 360 actualizados de Banjo-Kazooie, Banjo-Tooie y Perfect Dark en lugar de los originales de Nintendo 64, ya que los desarrolladores se dieron cuenta de que las diversas mejoras en la calidad de vida en estos remaster eran demasiado valiosas incluso para los puristas de su personal. Por el contrario, se eligieron emular las versiones de Nintendo 64 de Killer Instinct Gold, Blast Corps, Killer Instict y también eligieron el título de Nintendo 64 Conker's Bad Fur Day sobre su nueva versión de Xbox, Conker: Live & Reloaded, que sintieron que se había alejado demasiado del original debido a que eran menos indulgentes con la censura. Mientras que los diseñadores de Rare Replay hicieron la última llamada, otros empleados y veteranos de Rare dieron su opinión y recordaron viejas historias de desarrollo de juegos. Los desarrolladores consideraron brevemente la inclusión de prototipos jugables de juegos inéditos raros como Black Widow y Kameo 2 como parte de la colección, pero el trabajo requerido para hacerlo lo hizo inviable dado el marco de tiempo de desarrollo limitado, lo que los llevó a producir videos "Rare Revealed" sobre los juegos inacabados. Las entrevistas con miembros actuales y anteriores del personal de Rare para las películas "Rare Revealed" tuvieron lugar en el transcurso de varios meses en 2015. Varios segmentos de entrevistas y videos "Rare Revealed" fueron omitidos del juego debido a limitaciones de tiempo y espacio en el disco. Más tarde, se lanzaron a través del canal oficial de YouTube de la compañía.
A diferencia del ciclo habitual de desarrollo de productos, que convierte un concepto en un producto final, la mayor parte del trabajo de desarrollo en Rare Replay fue en la convergencia de 30 juegos en seis plataformas en un disco. El desafío de ingeniería radica en la cantidad de juegos y plataformas que se emulan en lugar del esfuerzo de emulación en sí. Rare trabajó en estrecha colaboración con Microsoft, que estaba desarrollando en secreto las funciones de compatibilidad con versiones anteriores de Xbox One, que Rare finalmente utilizó en Rare Replay. El equipo de Microsoft ayudó a preparar los nueve juegos de Xbox 360 de Rare para el lanzamiento. Sus servicios en línea descontinuados no fueron restaurados para la compilación. El trabajo para emular los juegos ZX Spectrum fue dirigido por Gavin Thomas, un ingeniero de Microsoft que había desarrollado su propio emulador Spectrum en su tiempo libre unos años antes. Code Mystics, que previamente había portado Killer Instinct y Killer Instinct 2 a Xbox One, ayudó con los esfuerzos de emulación para los títulos de Nintendo Entertainment System, Arcade y Nintendo 64. En Rare Replay, el diseñador principal Paul Collins propuso que se agregaran los desafíos de Instantánea para alentar a los jugadores a probar todos los juegos, y la función de rebobinado para ayudar a los jugadores a terminar los juegos sin renunciar por la frustración de la dificultad. El número musical de apertura de la compilación fue un compromiso de la visión original: una historia musical de la obra de la compañía, como se cuenta a través de pequeñas presentaciones musicales a cada Instantánea. La apertura final tenía la intención de evocar los recuerdos de los jugadores de propiedades de Rare, e incluye varios "easter egg's". 
Rare Replay se anunció durante la conferencia de prensa de Microsoft en la Electronic Entertainment Expo de junio de 2015. La revelación se filtró en las horas previas al espectáculo. La compilación se lanzó como un título exclusivo para Xbox One en todo el mundo el 4 de agosto de 2015. No hay planes para un lanzamiento en Windows o contenido adicional descargable. Rare también agregó un vinculación en la que los propietarios de Rare Replay desbloquearon al personaje de Battletoads Rash como personaje jugable en el juego de lucha de 2013 Killer Instinct durante un período de prueba limitado. El 25 de junio de 2019, Rare Replay se convirtió en parte de Xbox Game Pass y todos los títulos de Xbox 360, excepto Jetpac Refueled, se mejoraron para ejecutarse con una resolución 4K nativa en Xbox One X.

## Videojuegos incluidos
A continuación, se muestra una lista con los videojuegos incluidos en la recopilación:
| #  | Título                           | Año  | Plataformas originales                                        | Nota                                     |
| -- | -------------------------------- | ---- | ------------------------------------------------------------- | ---------------------------------------- |
| 1  | Jetpac                           | 1983 | ZX Spectrum                                                   |                                          |
| 2  | Lunar Jetman                     | 1983 | ZX Spectrum                                                   |                                          |
| 3  | Atic Atac                        | 1983 | ZX Spectrum                                                   |                                          |
| 4  | Sabre Wulf                       | 1984 | ZX Spectrum, BBC Micro, Commodore 64, Amstrad CPC             | Versión de ZX Spectrum                   |
| 5  | Underwurlde                      | 1984 | ZX Spectrum, Commodore 64                                     | Versión de ZX Spectrum                   |
| 6  | Knight Lore                      | 1984 | ZX Spectrum, BBC Micro, Amstrad CPC, MSX, Famicom Disk System | Versión de ZX Spectrum                   |
| 7  | Gunfright                        | 1985 | ZX Spectrum, Amstrad CPC, MSX                                 | Versión de ZX Spectrum                   |
| 8  | Slalom                           | 1986 | Arcade, Nintendo Entertainment System                         | Versión de Nintendo Entertainment System |
| 9  | R.C. Pro-Am                      | 1987 | Nintendo Entertainment System                                 |                                          |
| 10 | Cobra Triangle                   | 1989 | Nintendo Entertainment System                                 |                                          |
| 11 | Snake Rattle 'n' Roll            | 1990 | Nintendo Entertainment System                                 |                                          |
| 12 | Solar Jetman                     | 1990 | Nintendo Entertainment System                                 |                                          |
| 13 | Digger T. Rock                   | 1990 | Nintendo Entertainment System                                 |                                          |
| 14 | Battletoads                      | 1991 | Nintendo Entertainment System                                 |                                          |
| 15 | R.C. Pro-Am II                   | 1992 | Nintendo Entertainment System                                 |                                          |
| 16 | Battletoads Arcade               | 1994 | Arcade                                                        |                                          |
| 17 | Killer Instinct Gold             | 1996 | Nintendo 64                                                   | Versión emulada del juego original       |
| 18 | Blast Corps                      | 1997 | Nintendo 64                                                   | Versión emulada del juego original       |
| 19 | Banjo-Kazooie                    | 1998 | Nintendo 64                                                   | Versión remasterizada de Xbox 360        |
| 20 | Jet Force Gemini                 | 1999 | Nintendo 64                                                   | Versión emulada del juego original       |
| 21 | Perfect Dark                     | 2000 | Nintendo 64                                                   | Versión remasterizada de Xbox 360        |
| 22 | Banjo-Tooie                      | 2000 | Nintendo 64                                                   | Versión remasterizada de Xbox 360        |
| 23 | Conker's Bad Fur Day             | 2001 | Nintendo 64                                                   | Versión emulada del juego original       |
| 24 | Grabbed by the Ghoulies          | 2003 | Xbox                                                          |                                          |
| 25 | Kameo: Elements of Power         | 2005 | Xbox 360                                                      |                                          |
| 26 | Perfect Dark Zero                | 2005 | Xbox 360                                                      |                                          |
| 27 | Viva Piñata                      | 2006 | Xbox 360                                                      |                                          |
| 28 | Jetpac Refuelled                 | 2007 | Xbox 360                                                      |                                          |
| 29 | Viva Piñata: Trouble in Paradise | 2008 | Xbox 360                                                      |                                          |
| 30 | Banjo-Kazooie: Nuts & Bolts      | 2008 | Xbox 360                                                      |                                          |